# Kyūshū Denryoku
Kyūshū Denryoku K.K. (jap. 九州電力株式会社, Kyūshū denryoku kabushiki kaisha; wörtlich: Elektrische Energie Kyūshū; kurz: 九電, Kyūden; engl. Kyushu Electric Power Co., Inc.) ist einer der 10 japanischen Energieversorger.
Der Versorgungsbereich ist die Inselregion Kyūshū mit den Präfekturen Fukuoka, Saga, Nagasaki, Kumamoto, Ōita, Miyazaki und Kagoshima.

## Geschichte
Kurz vor Beginn des Zweiten Weltkriegs wurden im April 1939 alle stromerzeugenden Unternehmen verstaatlicht und 1942 zu neun Staatsunternehmen zusammengefasst. Auf Betreiben von Yasuzaemon Matsunaga, dem Vorsitzenden des Rates zur Reorganisation der Stromindustrie, ließen die alliierten Besatzungsbehörden diese neun Unternehmen zum 1. Mai 1951 privatisieren, wobei eines davon die Kyūshū Denryoku war. Diese behielten zunächst ihre regionalen Monopole und ab der ineffektiven Liberalisierung des Strommarktes 1995 regionale Quasi-Monopole.
Im November 2005 begann Kyūden damit die Stadt Hiroshima mit Strom zu versorgen. Seit Öffnung des japanischen Elektrizitätsmarktes ist Kyūden damit der erste Versorger, der über sein angestammtes Gebiet hinaus Strom verkauft.

## Stromerzeugung
Zu den Kraftwerken des Unternehmens gehören auch die Kernkraftwerke Genkai und Sendai mit insgesamt vier aktiven und zwei stillgelegten Reaktoren.
| Art               | Anteil (2018) |
| ----------------- | ------------- |
| Gas, Kohle und Öl | 42 %          |
| Wind und Solar    | 27 %          |
| Nuklearkraft      | 16 %          |
| Wasserkraft       | 14 %          |
| Sonstige          | 7 %           |